# Ronalds Ķēniņš
Ronalds Ķēniņš (Riga, 28 febbraio 1991) è un hockeista su ghiaccio lettone.

## Carriera
La sua carriera è iniziata nella stagione 2008/09 con i GC Küsnacht Lions in NLB. Nel 2011/12 si è trasferito agli ZSC Lions in NLA. Nella stagione 2014/15 ha giocato con gli Utica Comets in AHL e con i Vancouver Canucks in NHL.
Dal 2016/17 milita negli ZSC Lions.
In ambito internazionale, con la rappresentativa lettone, ha preso parte ai Giochi olimpici invernali 2014 e a diverse edizioni dei campionati mondiali a partire dal 2011.